# 一関市立桜町中学校
一関市立桜町中学校（いちのせきしりつ さくらまちちゅうがっこう）は、岩手県一関市三関にある公立中学校。略称は桜中（おうちゅう）。

## 概要
1951年11月に、一関市立狐禅寺中学校を廃校とした上で三関地区の「桜町」にて開校した。
「桜町」の地名は、奥州藤原氏の時代、桜並木が美しく「桜葉の里」と呼ばれたことに由来している。この地域は、北上川支流である磐井川の恵みを受け、古くから農業を営んできたが、幾多の水害にも見舞われてきた。一関の中心部にある商業・官公庁地域を学区の西に、南に関が丘・小沢の住宅団地、そして、北東部狐禅寺（こぜんじ）の農業地域を学区としている。
合唱が盛んな一関市にあって、本校も合唱活動に力を入れてきた伝統がある。全日本合唱コンクールへの参加も県内の中学校では最多を数える。

## 沿革
- 1951年（昭和26年）11月19日 - 新校舎を落成し開校[7]。
- 1955年（昭和30年）2月21日 - 校訓を制定[8]。
- 1956年度（昭和31年度）- 日本放送協会と文部省より放送教育指定校に指定[7]。
- 1959年（昭和34年）
  - 4月1日 - 学区変更に伴い、上の橋通り地区以北を編入[7]。
  - 5月15日 - 屋内体育館を落成し、校地を1,073 m2に拡張[7]。
- 1959年度（昭和34年度）- 岩手県教育委員会より産業教育指定校に指定[7]。
- 1960年（昭和35年）11月21日 - 6教室分を増築。技術室・調理室を改修[7]。
- 1960年度（昭和35年度）日本職業指導協議会より職業教育指定校に指定[7]。
- 1961年（昭和36年）
  - 4月1日 - 学区を調整[7]。
  - 5月4日 - 2教室と理科室を設置[7]。
- 1966年度（昭和41年度）- 岩手県教育委員会より、国語・数学・理科教育研究指定校に指定[7]。
- 1967年度（昭和42年度）- 文部省より、進路指導研究指定校および心身障害生徒調査指定校に指定[7]。
- 1970年度（昭和45年度）
  - 一関市教育委員会より道徳教育公開校に指定[7]。
  - 日本放送協会より放送教育指定校に指定[7]。
- 1971年度（昭和46年度）- 文部省より道徳教育指定校に指定[7]。
- 1973年（昭和48年）3月31日 - LL教室を設置[7]。
- 1973年度（昭和48年度）- 岩手県教育委員会より、学習指導における教育機器研究指定校に指定[7]。
- 1974年度（昭和49年度）- 岩手県教育委員会より、能力差に応ずる学習指導研究指定校に指定[7]。
- 1977年（昭和52年）8月1日 - 相撲場を落成[7]。
- 1978年（昭和53年）11月 - 学級増に伴いプレハブ教室（被服室）を一棟増築[7]。
- 1978年度（昭和53年度）- 文部省より体力づくり指定校に指定[7]。
- 1979年度（昭和54年度）- 文部省より道徳教育研究推進校に指定[7]。
- 1981年（昭和56年）10月12日 - 新校舎改築起工式を挙行[7]。
- 1981年度（昭和56年度）- 文部省より体力づくり推進校に指定[7]。
- 1983年（昭和58年）3月5日 - 新校舎（現校舎）の落成式を挙行[7]。
- 1984年（昭和59年）
  - 8月20日 - 新通学路を整備[7]。
  - 11月15日 - 保健体育優良校として全国表彰[7]。
- 1985年（昭和60年）
  - 8月 - 南校舎窓枠と屋内体育館を改修[7]。
  - 12月 - 校舎裏を整地[7]。
- 1986年（昭和61年）4月 - 記念樹「桜」の手入れと体力づくり器具を移転[7]。
- 1987年（昭和62年）8月19日 - 通学路舗装工事を実施[7]。
- 1988年（昭和63年）4月20日 - 昇降口前芝庭園を造成[7]。
- 1989年（平成元年）4月1日 - 校門と垣根を設置[7]。
- 1989年度（平成元年度）- 一関市教育委員会より中学校教育課程研究指定校に指定[7]。
- 1991年度（平成3年度）- 文部省より中学校教育課程研究指定校に指定[7]。
- 1992年（平成4年）8月10日 - 屋外プールを落成。バレーコートを移設[7]。
- 1993年（平成5年）
  - 8月10日 - 新体育館を落成[7]。
  - 10月30日 - 校門と通学路を改修[7]。
- 1995年度（平成7年度）- 一関市教育委員会より学習指導方法指定校に指定[7]。
- 1997年度（平成9年度）- 岩手県福祉協議会より福祉教育指定校に指定[7]。
- 1998年（平成10年）10月31日 - 第51回全日本合唱コンクール全国大会「銅賞」[7]。
- 1998年度（平成10年度）- 岩手県教育委員会より岩手県保健体育研究推進指定校に指定[7]。
- 1999年（平成11年）
  - 3月 - コンピュータ室を設置[7]。
  - 4月 - テニスコートを整備[7]。
  - 10月30日 -  第52回全日本合唱コンクール全国大会「銅賞」[7]。
- 1999年度（平成11年度）- 一関警察署より自転車マナーアップモデル指定校に指定[7]。
- 2000年（平成12年）10月29日 - 第53回全日本合唱コンクール全国大会「銀賞」[7]。
- 2001年（平成13年）10月 - インターネット環境を整備[7]。
- 2002年（平成14年）10月27日 - 第55回全日本合唱コンクール全国大会「銀賞」[9][10]。
- 2003年（平成15年）
  - 7月21日 - 県中総体にてバスケットボール男子「優勝」[10]。
  - 10月27日 - 第56回全日本合唱コンクール全国大会「銅賞」[10]。
- 2006年（平成18年）2月12日 - 岩手県中学校バスケットボール選抜大会にて男子「優勝」[10]。
- 2007年（平成19年）8月20日 - 全国中学校サッカー大会に出場[10]。
- 2008年（平成20年）10月26日 - 第61回全日本合唱コンクール全国大会「金賞」[10][11]。
- 2009年（平成21年）
  - 10月25日 - 第62回全日本合唱コンクール全国大会「金賞」[12]。
  - 11月4日 - 岩手県教育表彰（音楽活動）を受賞[10]。
- 2010年（平成22年）7月18日 - 第57回県中総体にてソフトテニス女子団体「優勝」[13]。
- 2011年（平成23年）3月11日 - 東北地方太平洋沖地震により各所が被災[14]。
- 2012年（平成24年）2月10日 - 岩手県中学校バスケットボール選抜大会にて男子「優勝」[10]。
- 2013年（平成25年）
  - 7月22日 - 県中総体にてバスケットボール男子「優勝」[15]。
  - 8月 - バスケットボール男子が東北中総体「準優勝」、全国中学校バスケットボール大会に出場[16]。
- 2014年（平成26年）10月19日 - 第33回県新人戦にてソフトボール女子「準優勝」[17]。
- 2015年（平成27年）
  - 7月19日 - 県中総体にて陸上砲丸投げ「優勝」[18]。
  - 11月15日 - 県新人戦にてバレーボール女子「準優勝」[19]。
- 2016年（平成28年）- 特別教室棟を落成。岩手県合唱小アンサンブルコンテスト「金賞」[8]。
- 2017年（平成29年）- 屋外倉庫を設置。第69回全日本合唱コンクール東北支部大会「優良賞」[10]。
- 2018年（平成30年）- 県中総体にて水泳競技女子「総合優勝」。第58回全国中学校水泳競技大会にて男子メドレー「8位」[10]。
- 2019年（令和元年）- 県中総体にてバレーボール女子「優勝」[20]。

## 学校目標

### 教育目標
- 思慮深く創造性のある生徒（知育）
- 心豊かで思いやりのある生徒（徳育）
- 健康で明るく気力のある生徒（体育）
- 規律を重んじ協力して実践する生徒

出典：

## 学校活動
主な学校活動（行事）のみ掲載。
1学期
- 4月 - 入学式、対面式、修学旅行（3年生）
- 5月 - 運動会
- 6月 - 地区通信陸上競技大会、一関地方中総体
- 7月 - 県通信陸上競技大会、中総体県大会、終業式（夏季休業）

2学期
- 8月 - 始業式、地区駅伝大会、NHK合唱コンクール岩手県大会
- 9月 - 社会体験学習（2年生）、一関地方新人戦
- 10月 - 一関地方中文祭、県新人大会前期、文化祭
- 11月 - 県新人大会後期、生徒大会
- 12月 - 終業式（冬期休業）

3学期
- 1月 - 始業式、アンサンブルコンテスト
- 2月 - 生徒大会
- 3月 - 卒業式、修了式（学年末休業）、離任式

## 部活動

### 運動部
- 野球部（男子）
- サッカー部（男子）
- ソフトボール部（女子）
- ソフトテニス部

- バスケットボール部
- バレーボール部（男子）
- 卓球部

### 文化部
- 吹奏楽部
- 美術部
- 合唱部
- 情報科学部[注釈 1]

### 特設部
- 特設駅伝部
- 特設陸上部
- 特設水泳部
- 特設合唱部

出典：

## 付属施設
主な施設のみ掲載。
- 体育館（1,237 m2[1]）- 鉄骨造平屋建て[2]
- 校庭（9,086 m2[1]）
- 屋外プール
- 屋内テニスコート

## 生徒・学級数
2000年度以降の生徒数と学級数。
| 年度                                          | 生徒数    | 増減 | 学級数  | 増減 | 出典   | 備考       |
| --------------------------------------------- | --------- | ---- | ------- | ---- | ------ | ---------- |
| 2000（平成12）年度                            | 437       |      | 13      |      | [ 22 ] |            |
| 2001（平成13）年度                            | 371       | －66 | 12      | －1  | [ 23 ] | 開校50周年 |
| 2002（平成14）年度                            | 363       | －8  | 13      | 1    | [ 24 ] |            |
| 2003（平成15）年度                            | 358（2）  | －5  | 12（1） | －1  | [ 25 ] |            |
| 2004（平成16）年度                            | 369（2）  | 11   | 12（1） | 0    | [ 26 ] |            |
| 2005（平成17）年度                            | 348（2）  | －21 | 10（1） | －2  | [ 27 ] |            |
| 2006（平成18）年度                            | 344（3）  | －4  | 11（2） | 1    | [ 28 ] |            |
| 2007（平成19）年度                            | 344（2）  | 0    | 10（1） | －1  | [ 29 ] |            |
| 2008（平成20）年度                            | 351（1）  | 7    | 11（1） | 1    | [ 30 ] |            |
| 2009（平成21）年度                            | 347       | －4  | 11      | 0    | [ 31 ] |            |
| 2010（平成22）年度                            | 316       | －31 | 9       | －2  | [ 32 ] |            |
| 2011（平成23）年度                            | 323       | 7    | 10      | 1    | [ 33 ] | 開校60周年 |
| 2012（平成24）年度                            | 300（4）  | －23 | 11（2） | 1    | [ 34 ] |            |
| 2013（平成25）年度                            | 307（4）  | 7    | 11（2） | 0    | [ 34 ] |            |
| 2014（平成26）年度                            | 286（7）  | －21 | 10（2） | －1  | [ 34 ] |            |
| 2015（平成27）年度                            | 299（5）  | 13   | 11（2） | 1    | [ 34 ] |            |
| 2016（平成28）年度                            | 275（5）  | －24 | 11（2） | 0    | [ 34 ] |            |
| 2017（平成29）年度                            | 278（2）  | 3    | 11（2） | 0    | [ 34 ] |            |
| 2018（平成30）年度                            | 298（5）  | 20   | 11（2） | 0    | [ 34 ] |            |
| 2019（令和元）年度                            | 306（7）  | 8    | 11（2） | 0    | [ 34 ] |            |
| 2020（令和2）年度                             | 314（8）  | 8    | 11（2） | 0    | [ 34 ] |            |
| 2021（令和3）年度                             | 286（9）  | －28 | 11（2） | 0    | [ 34 ] | 開校70周年 |
| 2022（令和4）年度                             | 270（9）  | －16 | 11（2） | 0    | [ 34 ] |            |
| 2023（令和5）年度                             | 261（12） | －9  | 11（2） | 0    | [ 8 ]  |            |
| ※生徒数・学級数内の（）は特別支援生徒・学級数 |           |      |         |      |        |            |

## 学区
- 一関市
  - 一関1 - 4区、12 - 18区
  - 銀座区、大町区
  - 関が丘1・2・5・6区
- 一関市真滝
  - 三関1 - 4区
  - 真滝2 - 6区
  - 真滝9区（一部）

出典：

## 進学前小学校
- 一関市立一関小学校（一関市字鳴神）[6]

## アクセス
磐井川沿い、一関武道館そばに位置している。

### 鉄道
- 一ノ関駅（JR東日本：東北新幹線・東北本線・大船渡線）から車で約5分、徒歩で約21分

### 自動車
- 県道19号 東大橋東端の交差点（一関市狐禅寺字久田）から約3分
- 東北自動車道 - 一関ICから約10分

## 周辺
- 一関武道館
- 一関青果市場
- 一関市立一関小学校

## 出身者
- 増子次郎 - 東北電力会長、東北経済連合会会長